# Frank Böse
Frank Böse (* 14. Februar 1969 in Hamburg) ist ein ehemaliger deutscher Fußballspieler.

## Karriere
Böse begann beim schleswig-holsteinischen Mehrspartenverein TSV Reinbek mit dem Fußballspielen und wurde 1986 vom FC Bayern München für deren Jugendabteilung verpflichtet. Nach nur einer Spielzeit, an dessen Ende er den bayerischen Landesmeistertitel gewinnen konnte, rückte er in die zweite Mannschaft auf. Ohne Spielpraxis erfahren zu haben und ohne Aussicht auf einen Profivertrag, kehrte er in seine hanseatische Heimat zurück und schloss sich zunächst dem SC Concordia und später VfL 93 Hamburg an. Im Januar 1992 wurde Böse als Neuzugang der Amateurmannschaft des Hamburger SV vermeldet, spielte dann jedoch weiterhin für den VfL 93. Er war Amateurauswahlspieler für den Hamburger Fußball-Verband.
Böse verließ den Regionalligisten VfL 93 im Herbst 1994 unvermittelt, hielt sich zunächst beim Zweitligisten FC St. Pauli fit. Ein Wechsel scheiterte erst an den Forderungen des abgebenden Vereins, Böse musste vorübergehend zum VfL 93 zurück, in der Winterpause der Saison 1994/95 wurde er dann von St. Pauli verpflichtet. Mit seinem Ligadebüt am 18. Juni 1995 (34. Spieltag) beim 5:0-Sieg im Heimspiel gegen den FC 08 Homburg hatte er Anteil am Aufstieg in die Bundesliga. In dieser Spielklasse bestritt er bis Saisonende 1996/97 – als Ersatztorhüter für Klaus Thomforde – lediglich acht Punktspiele. Sein Bundesligadebüt gab er am 23. September 1995 (7. Spieltag) beim 2:0-Sieg im Heimspiel gegen Hansa Rostock.
Zur Saison 1997/98 wurde er vom Zweitligaabsteiger VfB Lübeck verpflichtet. Bis zum Saisonende 2000/01 wurde er jeweils in einem Punktspiel in der drittklassigen Regionalliga Nord und im DFB-Pokal-Wettbewerb eingesetzt.
Zur Saison 2001/02 wechselte er in die Regionalliga Süd zur SV Elversberg ins Saarland. Nach zwei Spielzeiten – in seiner ersten kam er in 26 Punktspielen zum Einsatz – kehrte er nach Reinbek zurück. Nach zwei Spielzeiten für den TSV Reinbek, jeweils einer Spielzeit für den VfR Neumünster und den VfL 93 Hamburg, folgten zwei Jahre beim Kreisligisten TSV Grabau, ehe er sich dem SC Wentorf anschloss. Nach drei Spielzeiten kehrte er für eine Spielzeit und letztmals zum TSV Reinbek zurück und beendete danach seine Fußballerkarriere.